# Lista uzbrojenia i sprzętu bojowego Bundesheer
Lista uzbrojenia i sprzętu bojowego używanego przez wojska lądowe (Landstreitkräfte) Bundesheer.

## Aktualne

### Broń indywidualna
| Zdjęcie               | Nazwa           | Pochodzenie       | Wersja    | Liczba    | Uwagi                              |
| Pistolety             | Pistolety       | Pistolety         | Pistolety | Pistolety | Pistolety                          |
| --------------------- | --------------- | ----------------- | --------- | --------- | ---------------------------------- |
|                       | Glock           | Austria           | P80       | b.d.      |                                    |
| Karabiny automatyczne |                 |                   |           |           |                                    |
|                       | Steyr AUG       | Austria           | StG77     | b.d.      | 4000 egzemplarzy zakupiono w 2023. |
| Karabiny snajperskie  |                 |                   |           |           |                                    |
|                       | Steyr SSG       | Austria           | 08A2      | b.d.      |                                    |
|                       | Steyr SSG 69    | Austria           | b.d.      | b.d.      |                                    |
| Karabiny maszynowe    |                 |                   |           |           |                                    |
|                       | Browning M2     | Stany Zjednoczone | b.d.      | b.d.      |                                    |
|                       | Rheinmetall MG3 | Niemcy            | MG 74     | b.d.      |                                    |

### Pojazdy lądowe
| Zdjęcie                                           | Nazwa                                | Pochodzenie         | Wersja           | Liczba | Uwagi |
| Czołgi                                            | Czołgi                               | Czołgi              | Czołgi           | Czołgi | Czołgi |
| ------------------------------------------------- | ------------------------------------ | ------------------- | ---------------- | ------ | --- |
|                                                   | Leopard 2                            | Niemcy              | 2A4              | 58     | 114 używanych 15-letnich egzemplarzy zakupiono od Koninklijke Landmacht w 1996. W 2011 40 egzemplarzy sprzedano do Krauss-Maffei Wegmann. Od września trwa modernizacja do wersji 2A7. |
| Pojazdy opancerzone                               |                                      |                     |                  |        | |
|                                                   | ASCOD                                | Austria · Hiszpania | Ulan             | 112    | Bojowy wóz piechoty. Planowana modernizacja całej floty. |
|                                                   | ATF Dingo                            | Niemcy              | Dingo 2          | ~160   | |
|                                                   | Bandvagn 206                         | Szwecja             | Bvs10 Hagglunds  | 32     | |
|                                                   | M109 SPH                             | Stany Zjednoczone   | A5Ö              | 53     | Haubica samobieżna. |
|                                                   | Steyr-Daimler-Puch Pandur            | Austria             | różne wersje     | 118    | W tym 4 pojazdy sanitarne. 50 pojazdów zamówionych w 2021. 225 pojazdów w 12 wersjach zamówionych w latach 2023–2024. Planowane zakończenie dostaw do 2026.                            |
| Pojazdy rozpoznawcze                              |                                      |                     |                  |        | |
|                                                   | Iveco LMV                            | Włochy              | Husar            | 172    | |
|                                                   | Puch G                               | Austria · Niemcy    | 290/LP Sandviper | b.d.   | |
| Sprzęt inżynieryjny i zabezpieczenia technicznego |                                      |                     |                  |        | |
|                                                   | Pionierbrücke 2000                   | Niemcy              | b.d.             | b.d.   | Austriacka wersja mostu towarzyszącego Dornier-Faltfestbrücke (DoFB). |
|                                                   | Faltstraßengerät                     | Wielka Brytania     | b.d.             | b.d.   | Sprzęt do rozwijania drogi tymczasowej. |
|                                                   | Hydrema 910                          | Dania               | MCV-2            | 2      | Trał przeciwminowy. |
|                                                   | ABC-Dekontaminationssysteme „Mammut” | Niemcy              | b.d.             | 8      | Sprzęt do ochrony radiologicznej, biologicznej i chemicznej. |
|                                                   | M88 Recovery Vehicle                 | Stany Zjednoczone   | A1               | 10     | Wóz zabezpieczenia technicznego. |
|                                                   | Greif Bergepanzer                    | Austria             | b.d.             | 24     | Wóz zabezpieczenia technicznego. Również w wersjach specjalistycznych. |
|                                                   | Rheinmetall MAN HX2                  | Niemcy              | b.d.             | b.d.   | Wóz zabezpieczenia technicznego. |
| Systemy dowodzenia i łączności                    |                                      |                     |                  |        | |
|                                                   | M109                                 | Stany Zjednoczone   | b.d.             | 26     | Wóz dowodzenia. |
| Ciężarówki                                        |                                      |                     |                  |        | |
|                                                   | Rheinmetall MAN                      | Austria · Niemcy    | HX, TGS, THX     | 0      | Maksymalna liczba egzemplarzy planowanych do dostarczenia do 2030 wynosi 1375. |
|                                                   | Unimog U4000                         | Niemcy              | ÖBH              | b.d.   | W wielu wariantach zabudowy. |
|                                                   | Iveco MUV                            | Włochy              | b.d.             | b.d.   | Dostawy rozpoczęte w 2023. Pierwsze zamówienie dotyczy 125 egzemplarzy w dwóch wariantach: 70 wozów dowodzenia i 55 wozów radiotechnicznych.                                           |
|                                                   | MAN 14.280                           | Niemcy              | b.d.             | b.d.   | W wielu wariantach zabudowy. |
|                                                   | Steyr 12M18                          | Austria             | b.d.             | b.d.   | W wielu wariantach zabudowy. |
|                                                   | Pinzgauer                            | Austria             | b.d.             | ~900   | W wielu wariantach zabudowy. Zastępowana |

### Pojazdy użytkowe
| Zdjęcie                    | Nazwa                  | Pochodzenie | Wersja        | Liczba   | Uwagi                                              |
| Autokary                   | Autokary               | Autokary    | Autokary      | Autokary | Autokary                                           |
| -------------------------- | ---------------------- | ----------- | ------------- | -------- | -------------------------------------------------- |
|                            | MAN Lion’s Coach       | Niemcy      | b.d.          | 2        | Zakupione w 2023.                                  |
| Pojazdy dostawcze          |                        |             |               |          |                                                    |
|                            | Volkswagen Transporter | Niemcy      | T6            | 40       | W wielu wariantach zabudowy. Zakupione w 2023.     |
| Pojazdy osobowe i terenowe |                        |             |               |          |                                                    |
|                            | Volkswagen ID.4        | Niemcy      | b.d.          | 25       | Zakupione w 2023.                                  |
|                            | Volkswagen ID.3        | Niemcy      | b.d.          | 30       | Zakupione w 2021.                                  |
|                            | Volkswagen Golf        | Niemcy      | 7 Variant     | 80       | Zakupione w 2023.                                  |
|                            | Mitsubishi L200        | Japonia     | b.d.          | 302      | Zakupione w 2023.                                  |
|                            | Volkswagen Touareg     | Niemcy      | R5 TDI        | 100      | Zakupione 2008 w celu zastąpienia pojazdów Puch G. |
|                            | Nissan Pathfinder      | Japonia     | b.d.          | b.d.     | Użytkowane w ramach uczestnictwa w operacji KFOR.  |
|                            | Puch G                 | Austria     | 300/LP Diesel | b.d.     |                                                    |
| Motocykle                  |                        |             |               |          |                                                    |
|                            | KTM 250                | Austria     | b.d.          | b.d.     |                                                    |

### Pojazdy pływające
| Zdjęcie | Nazwa                      | Pochodzenie | Wersja | Liczba | Uwagi |
| ------- | -------------------------- | ----------- | ------ | ------ | --- |
|         | Sturm- und Flachwasserboot | b.d.        | b.d.   | 23     | Użytkowane do celów szkoleniowych, transportowych, patrolowych i ratunkowych na wodach płynących i stojących. |
|         | Arbeits- und Transportboot | b.d.        | b.d.   | b.d.   | Użytkowane do celów transportowych na wodach płynących i stojących.                                           |

## Historyczne

### Pojazdy lądowe
| Zdjęcie                                           | Nazwa              | Pochodzenie       | Wersja                                      | Liczba | Okres użytkowania | Uwagi |
| Czołgi                                            | Czołgi             | Czołgi            | Czołgi                                      | Czołgi | Czołgi            | Czołgi |
| ------------------------------------------------- | ------------------ | ----------------- | ------------------------------------------- | ------ | ----------------- | --- |
|                                                   | SK 105 Kürassier   | Austria           | A1, A2, A2S                                 | b.d.   | 1972–2006         | |
|                                                   | M41 Walker Bulldog | Stany Zjednoczone | b.d.                                        | ~40    | ~1965–1975        | Zastąpione przez SK105. |
|                                                   | M60 Patton         | Stany Zjednoczone | M60A1, M60A3                                | ~170   | 1964–1997         | Zastąpione przez Leopard 2. |
|                                                   | M47 Patton         | Stany Zjednoczone | b.d.                                        | 153    | 1957–1982         | |
|                                                   | AMX-13             | Francja           | 2C, 2D                                      | ~70    | 1957–1975         | |
|                                                   | FV4101 Charioteer  | Wielka Brytania   | b.d.                                        | 56     | 1956–1965         | Zastąpione przez M47. |
|                                                   | T-34               | ZSRR              | T-34-85                                     | 37     | 1955–b.d.         | Przekazane przez Armię Radziecką w darze dla powstającej Bundesheer. W tym jeden egzemplarz bez wieży jako wóz zabezpieczenia technicznego. |
|                                                   | M24 Chaffee        | Stany Zjednoczone | b.d.                                        | 69     | 1955–1966         | Zastąpione przez M41 |
| Pojazdy opancerzone                               |                    |                   |                                             |        |                   | |
|                                                   | 4K 4FA             | Austria           | Beob AAOP, G1, G2, GrW1, GrW2, LWT, Pi, San | 445    | 1969–b.d.         | |
|                                                   | M7 Priest          | Stany Zjednoczone | M7B2                                        | 41     | ~1956–1970        | Samobieżne działo polowe. |
|                                                   | M42 Duster         | Stany Zjednoczone | b.d.                                        | b.d.   | b.d.–1993         | Samobieżny zestaw przeciwlotniczy. |
|                                                   | M8 Greyhound       | Stany Zjednoczone | b.d.                                        | b.d.   | b.d.              | |
| Sprzęt inżynieryjny i zabezpieczenia technicznego |                    |                   |                                             |        |                   | |
|                                                   | M578               | Stany Zjednoczone | b.d.                                        | 32     | b.d.–2010         | Wóz zabezpieczenia technicznego. Używane egzemplarze zakupiono od Koninklijke Landmacht.                                                    |
|                                                   | M32                | Stany Zjednoczone | b.d.                                        | b.d.   | b.d.              | Wóz zabezpieczenia technicznego. |